# 146
| [ Edytuj tabelę ] |                                          |
| Cesarz Chin       | - 145 Han Zhidi 146 - 146 Han Huandi 168 |
| Władca Korei      | - 53 T’aejodae 146 - 146 Ch’adae 165     |
| Papież            | - 140 Pius I 155                         |
| Król Partów       | - 105 Wologazes III 147                  |
| Cesarz Rzymu      | - 138 Antoninus Pius 161                 |

Rok 146 / CXLVI
stulecia: I wiek ~
II wiek ~
III wiek

lata: 136 «
141 «
142 «
143 «
144 «
145 «
146
» 147
» 148
» 149
» 150
» 151
» 156

## Wydarzenia
- Han Huandi został cesarzem Chin.

## Urodzili się
- 11 kwietnia – Septymiusz Sewer, cesarz rzymski (zm. 211).

## Zmarli
- 26 lipca – Han Zhidi, małoletni cesarz Chin (ur. 138).